# 대한민국 문화재청
문화재청(文化財廳)은 문화재에 관한 사무를 관장하는 대한민국의 옛 중앙행정기관이다. 1999년 5월 24일 문화관광부 산하 문화재관리국을 개편하면서 신설되었으며 2024년 5월 17일에 《국가유산기본법》에 따라 국가유산청으로 개편되면서 폐지되었다. 청장은 차관급 정무직공무원으로, 차장은 고위공무원단 가등급에 속하는 일반직공무원으로 보했다.

## 소관 사무
- 문화재의 보존·관리·활용·조사·연구 및 선양에 관한 사무

## 연혁
- 1948년 7월 17일: 문교부에 문화국을 설치.[4]
- 1955년 6월 8일: 대통령 소속으로 구황실재산사무총국과 구황실재산관리위원회 설치.[5]
- 1961년 10월 2일: 문교부 문화국, 구황실재산사무총국과 구황실재산관리위원회를 통합하여 문교부의 외국으로 문화재관리국을 설치.[6]
- 1968년 7월 24일: 문화공보부 소속으로 변경.[7]
- 1989년 12월 30일: 문화부 소속으로 변경.[8]
- 1993년 3월 6일: 문화체육부 소속으로 변경.[9]
- 1998년 2월 28일: 문화관광부 소속으로 변경.[10]
- 1999년 5월 24일: 문화재청으로 개편.[11]
- 2008년 2월 29일: 문화체육관광부 소속으로 변경.[12]
- 2024년 5월 17일: 국가유산청으로 개편.[13]

### 역대 로고

1999년부터 2007년까지 사용된 문화재청 로고
2007년부터 2016년까지 사용된 문화재청 로고
2016년부터 2024년까지 사용된 문화재청 로고

## 조직
| 국                 | 담당관실·과                                                                                           |
| ------------------ | --- |
|                    | |
| 청장 산하 하부조직 | |
|                    | 대변인실                                                                                              |
| 차장 산하 하부조직 | |
| 기획조정관실       | 기획재정담당관실ㆍ혁신행정담당관실ㆍ법무감사담당관실ㆍ정보화담당관실ㆍ디지털문화유산팀                |
|                    | 운영지원과                                                                                            |
| 문화재정책국       | 정책총괄과ㆍ무형문화재과ㆍ발굴제도과ㆍ안전기준과                                                      |
| 문화재보존국       | 보존정책과ㆍ고도보존육성과ㆍ유형문화재과ㆍ천연기념물과ㆍ수리기술과ㆍ신라왕경 핵심유적 복원·정비추진단 |
| 문화재활용국       | 활용정책과ㆍ국제협력과ㆍ근대문화재과ㆍ세계유산정책과ㆍ문화유산협력팀                                  |

### 소속기관
- 청장의 관장 사무를 지원하는 기관
  - 한국전통문화대학교, 국립고궁박물관, 현충사관리소, 칠백의총관리소, 만인의총관리소, 국립무형유산원
- 청장의 관장 사무를 지원하는 책임운영기관
  - 국립문화재연구원, 국립해양문화재연구소, 궁능유적본부

### 소속 자문위원회
| 위원회명                           | 주관부처 | 설치근거                               | 비고 |
| ---------------------------------- | -------- | -------------------------------------- | ---- |
| 고도보존육성중앙심의위원회         | 문화재청 | 고도보존에관한특별법(제5조)            |      |
| 국외소재문화재환수및활용자문위원회 | 문화재청 | 문화재보호법 제69조의2                 |      |
| 문화재보호기금심의회               | 문화재청 | 문화재보호기금법 제8조                 |      |
| 문화재위원회                       | 문화재청 | 문화재보호법제8조                      |      |
| 한국전통문화대학교대학원위원회     | 문화재청 | 한국전통문화대학교 설치법 시행령 제8조 |      |

## 정원
문화재청에 두는 공무원의 정원은 다음과 같다.
| 총계      | 총계              | 293명 |
| --------- | ----------------- | ----- |
| 정무직 계 | 정무직 계         | 1명   |
|           | 청장              | 1명   |
|           |                   |       |
| 일반직 계 | 일반직 계         | 292명 |
|           | 고위공무원단      | 5명   |
|           | 3급 이하 5급 이상 | 100명 |
|           | 6급 이하          | 181명 |
|           | 전문경력관        | 6명   |

## 재정
총수입·총지출 기준 2023년 재정 규모는 다음과 같다.
| 구분           | 세입예산        | 작년 대비 증감 |
| -------------- | --------------- | -------------- |
| 일반회계       | 512억 7200만 원 | -6.74%         |
| 문화재보호기금 | 73억 4000만 원  | -35.27%        |
|                |                 |                |
| 합계           | 586억 1200만 원 | -11.62%        |

| 구분                 | 구분   | 세출예산             | 작년 대비 증감 |
| -------------------- | ------ | -------------------- | -------------- |
| 일반회계             | 문화재 | 1조 1878억 2500만 원 | +13.78%        |
| 국가균형발전특별회계 | 문화재 | 21억 원              | -78.29%        |
| 문화재보호기금       | 문화재 | 1608억 6900만 원     | +8.9%          |
|                      |        |                      |                |
| 합계                 | 합계   | 1조 3507억 9400만 원 | +12.43%        |

## 사건·사고 및 논란

### 지방청 신설 등 조직개편 논란
2004년 9월 10일 유홍준 문화재청장은 취임 후 첫 기자간담회를 갖고 "폭주하는 문화재 업무를 뒷받침하기 위해 지방청을 신설해야 한다"라고 밝히고 "지방청 신설에 앞서 경주, 창원, 부여의 지방문화재연구소를 확대 개편하고, 호남지역과 경기 강원지역을 전담하는 지방문화재연구소 신설을 위해 힘쓸 것"이라고 덧붙였다. 또한, "다른 청급 정부기관은 지방청이 다 있는데 유독 우리 문화재청만 없다"라며 "폭주하는 문화재 업무를 뒷받침하기 위해 지방청 신설이 절실하다"라고 말했다.
2006년 9월 1일 한국민족예술단체총연합 문예아카데미에서 열린 지역문화정책 연속포럼에서 황평우 한국문화유산정책연구소장은 "효과적인 문화유산 보존, 관리, 활용을 위해서는 책임 있는 부총리 급의 국가문화유산관리구기로 통폐합해 예산과 인력을 합리적으로 조율해 나가야 한다."라고 주장했다. "지방문화유산을 관리하고 있는 지방자치단체의 경우, 문화재 관리 인력과 예산이 크게 부족해 제대로 된 문화행정이 이뤄지지 못하고 있다."라면서 "이러한 한계를 극복하기 위해서는 지방 국립박물관을 '지방문화유산청'으로 전환해야 한다."라고 강조했다. 특히 '지방문화유산청'은 "보존, 관리, 연구, 활용의 기능을 가진 국가 통합기관과는 별도로 지역 문화유산에 대한 독자적인 권한과 의무를 부여받아야 하며, 각 지역의 전통문화정책의 허브 기능을 전담할 수 있도록 해야 한다."라고 말했다.
2008년 2월 12일 오후 유홍준 문화재청장은 국립고궁박물관에서 기자회견을 열고 "국민에게 엎드려 사죄한다"라며 "숭례문 화재 사건의 책임을 지고 대통령에게 사직서를 제출했다"라고 밝혔다. 유홍준 문화재청장은 기자회견에서 숭례문의 1차 책임 기관이 서울특별시 중구청으로 되어 있는 문화재 보호시스템에 대한 문제점을 지적하기도 했다. 그는 "지방정부가 감당하기 어려운 부분을 중앙정부가 맡아 하는 게 옳다"라며 "문화재청 역시 권역별 지방청을 설치해 체계적인 시스템을 갖춰야 한다"라고 강조했다.
2013년 11월 12일 안휘준 국외소재문화재재단 이사장은 변영섭 문화재청장과의 대담에서 변영섭 문화재청장이 "문화재청은 가장 작은 부처로 적은 인력·규모 속에서 (문화재 관리를 위해) 고군분투한다"라며 "국가지정문화재도 직접 관리하지 못한다. 늘 예방이 아니라 뒷수습만 하는 형편"이라고 토로하자 "문화재청은 바닷 속까지 전 국토에 분포된 문화재를 관리한다. 그런데 하부구조가 없다"라며 "문화재청 관리의 효율을 높이려면 산하에 하부구조(지방청)를 둬야 한다"라고 제안했다.
2014년 9월 1일 문화재청 등에 따르면 각 지역의 문화재 관리 및 연구 조직을 확대하는 내용의 조직 개편을 2013년 정부에 보고했으며 이를 기반으로 올해 조직 진단을 거쳐 최종 조직 개편안 수립을 앞두고 있다. 문화재청은 이르면 1-2개월 내에 최종안을 확정해 정부에 보고한 뒤 2015년부터는 지방청 신설과 자치단체의 국가지정문화재 관리 업무를 개선하는 내용의 문화재 관리 개혁에 나설 계획인 것으로 알려졌다. 검토되고 있는 개편 방향은 대전에 있는 국립문화재연구소와 경주·부여·가야(경남 창원)·나주·중원(충북 충주) 등의 문화재연구소, 국립해양문화재연구소(전남 목포) 등을 개편해 각 지역에 지방청을 신설하는 안이 유력시되고 있는데 그동안 이들 연구소는 발굴 및 지표조사와 학술대회 등 조사, 연구 기능에 주력해 왔으나 지방청이 신설되면 연구소 고유 기능에다 문화재 보존, 관리 등의 기능이 확대 배치될 것으로 전망된다. 특히, 각 지방자치단체가 문화재청으로부터 위임받아 수행하고 있는 국가지정문화재 보존, 관리 기능도 전면적인 개편이 예고되고 있다. 지방자치단체는 문화재의 보존·보수·유지관리, 문화재의 보호시설물 유지관리, 대기·수질·토양경관 등의 주변환경 보호, 문화재의 소화·전기·배수 등 재해·재난 방재 관리 등 문화재 관리의 실질적인 업무 기능을 맡고 있지만 숭례문 전소사건과 같이 중대한 문화재 손실에 대비해 완벽한 관리가 이뤄지지 않고 있다는 지적을 받고 있으며 문화재청이 각 지방청 신설을 통해 국가지정문화재들을 직접 관리하고 지방자치단체의 업무 기능을 일부 축소·조정하는 방안이 예상되고 있다.
문화재청의 이번 조직 개편은 이미 노무현 정부의 '정부 혁신' 논의 때부터 제기됐던 것으로 지방자치단체에 위임돼 있던 문화재 보존·관리 업무를 정부가 직접적으로 관리하는 일원화된 체계 구축이 핵심으로 우선적으로 제기되는 쟁점은 통·폐합 규모에 있어 전국 13곳에 분포한 국립박물관을 포함시켜 지방청이 아닌 '처'나 '부' 단위로 확대해야 한다는 의견도 제시되고 있다.
직접적인 통·폐합 대상이 되는 국립문화재연구소의 내부 반발을 최소화하는 것도 중요한 숙제다. 국립문화재연구소를 비롯한 일부 전문가들은 지방청으로 통폐합될 경우 행정적인 업무가 주가 돼 문화재 발굴·보존·관리의 본연의 업무가 축소될 것이라는 우려를 나타내고 있다. 특히, 지방청 신설에 대한 각 연구소들의 반발이 만만치 않다. 자칫 문화재 보존 관리에 방점이 놓이면서 발굴조사와 학술 연구 등의 조사·연구 기능이 위축될 수 있다는 점에서다. 1975년 첫 문화재연구소 신설 이후 40년의 역사를 갖는 연구소에는 학예사 등 전문 인력이 대거 배치돼 있지만 구조조정을 통해 전문 연구인력이 설 자리가 없어질 수 있다는 우려감도 표출되고 있다.
이에 대해 서산부석사제자리봉안위원회 엄승룡 공동대표는 "전문 인력 관리나 문화재 관리 효율성에 있어서는 지역 문화재연구소를 확대 개편해 지방청으로 전환하는 게 맞다고 본다"라며 "다만 행정 업무에 대한 효율적인 배분을 통해 학예직 직원들의 반발을 상쇄할 수 있는 방안을 마련해야 할 것"이라고 말했다.
2015년 2월 9일 정수성 국회의원(경주·새누리당)이 월성과 쪽샘지구, 경주 재매정 발굴현장 등을 둘러보고 문화재의 효율적인 관리와 기존 조직과 예산의 한계를 극복하기 위해 지방문화재청 설립이 필요하다고 주장했다. 정수성 의원은 지방문화재청의 역할로 문화재를 직접 발굴하기보다는 발굴 계획을 수립하고, 이를 통제하는 역할을 담당하는 동시에 지역 주민과 소통해야 한다고 주장했다.

### 문화재 관련 부실 관리 논란
기록문화유산으로 지정되어 있는 조선왕조실록과 훈민정음 해례본의 지정서 원본을 분실하여 재발급받은 사실이 뒤늦게 알려졌다. 1997년에 기록문화유산으로 등재된 두 문화재의 증서는 발급 1년만에 분실했지만 정혹히 어디서 어떻게 분실되었는지는 파악하지 못한 상태이며, 지금의 증서는 10년이 지난 2007년에 재발급받은 것이다. 문화재청 관계자는 "문화재관리국에서 승격하면서 청사를 서울에서 대전으로 옮기는 과정에서 잃어버린 것으로 보인다"는 해명을 하였다. 한편, 석굴암 및 불국사, 합천 해인사 장경판전, 종묘, 창덕궁, 수원 화성, 경주역사유적지구, 고창 화순 강화 고인돌 유적 등 7건의 세계유산 원본 인증서도 분실하여 2007년 함께 재발급받은 것으로 확인되었다.
한편, 2015년 미국에서 반환된 덕종어보가 사실은 모조품인 것으로 드러났다. 이정호 한국전각협회 이사 겸 관린위원장은 덕종어보에 쓰인 글자 중에서 '경'(敬) 자와 '온'(溫) 자 등의 전각 모양이 잘못된 형태였음을 발견하였는데, 어보가 철저한 분업을 통해 만들어진다는 점을 생각해보면 "이 같은 문제가 있다는 것은 이상"한 일이라는 것이다. 국립고궁박물관도 어보의 외양이 이상하다는 점을 파악하였고, 이에 문화재청은 기자간담회에서 1924년 당시 왕실 업무를 관장한 이왕직에서 모조품 제작을 맡았고 지금의 덕종어보도 친일파 이완용의 차남으로 예식과장이었던 이항구가 만든 것으로 밝혀졌다. 문화재청은 반환받은 해 말에 이 사실을 인지했지만 "선의로 어보를 준 기증자가 언짢을 것을 고려"하여 이 사실을 2년 가까이 숨겨왔다. 한편, 문화재청은 "순종 지시로 이왕직이 제작해 종묘에 정식으로 봉안했기 때문에 모조품이 아닌 '재(再)제작품'이 맞다"라는 입장을 고수하고 있다.

## 같이 보기
- 문화재청장
- 문화재청 차장

### 내용주
1. 1 2  2024년 11월 16일까지 존속하는 한시조직.
2. ↑  2025년 8월 9일까지 존속하는 한시조직.
3. ↑  한시정원 3명 포함.
4. ↑  시간선택제채용공무원 1.0명, 한시정원 1명 포함.

### 참조주
1. 1 2  「문화재청과 그 소속기관 직제」 별표 1·별표 4
2. 1 2  기획재정부. “열린재정 > 재정연구분석 > 재정분석통계 > 예산편성현황(총수입)”. 《열린재정》. 2023년 1월 8일에 확인함.
3. 1 2  기획재정부. “열린재정 > 재정연구분석 > 재정분석통계 > 세목 예산편성현황(총지출)”. 《열린재정》. 2023년 1월 8일에 확인함.
4. ↑  대통령령 제22호
5. ↑  대통령령 제1035호 및 대통령령 제1036호
6. ↑  법률 제734호
7. ↑  법률 제2041호
8. ↑  법률 제4183호
9. ↑  법률 제4541호
10. ↑  법률 제5529호
11. ↑  법률 제5982호
12. ↑  법률 제8852호
13. ↑  법률 제20309호
14. ↑  권재현 (2004년 9월 11일). “유홍준 문화재청장 "문화재 지방청 신설해야"”. 《동아일보》. 2016년 9월 19일에 확인함.
15. ↑  정성수 (2004년 9월 13일). “[문화재]유홍준 문화재청장 "문화재 종합병원 건립 계획"”. 《세계일보》. 2016년 9월 19일에 확인함.
16. ↑  이종근 (2006년 9월 5일). “"지방 국립박물관 지방문화유산청으로 전환"”. 《전민일보》. 2016년 9월 19일에 확인함.
17. ↑  선대식 (2008년 2월 12일). “유홍준 문화재청장 사임…"국민에게 엎드려 사죄"”. 《오마이뉴스》. 2016년 9월 19일에 확인함.
18. ↑  조현성 (2013년 11월 12일). “문화재청장에 제2석굴암 조성 묻자 '시큰둥'”. 《불교닷컴》.
19. ↑  최신웅 (2014년 9월 2일). “문화재청 지방청 신설 추진 문화재연구소 내부 반발 왜”. 《대전일보》. 2016년 9월 19일에 확인함.
20. ↑  최신웅 (2014년 9월 18일). “문화재청, 지방청 신설 과제 수두룩”. 《대전일보》. 2016년 9월 19일에 확인함.
21. ↑  송종욱 (2015년 2월 10일). “"문화재청 지방청 설립으로 효율관리·예산한계 극복을"…정수성 국회의원 주장”. 《영남일보》. 2016년 9월 19일에 확인함.
22. ↑  김종득 (2015년 2월 9일). “정수성의원, 문화재청 지방청 설립 주장”. 《경주 포커스》. 2016년 9월 19일에 확인함.
23. ↑  권구성 (2017년 8월 7일). “문화재청, 유네스코 기록문화유산 지정서 분실”. 《세계일보》. 2017년 8월 19일에 확인함.
24. ↑  김민상 (2017년 8월 7일). “"조선왕조실록·훈민정음 세계기록유산 원본 증서 잃어버려"”. 《중앙일보》. 2017년 8월 19일에 확인함.
25. ↑  이상무 (2017년 8월 7일). “세계유산 인증서 분실 7건 더 있다”. 《한국일보》. 2017년 8월 19일에 확인함.
26. ↑  김명지 (2017년 8월 19일). “[단독] '짝퉁 덕종어보' 이미 2년전 문제제기… 문화재청 '쉬쉬'”. 《노컷뉴스》. 2017년 8월 19일에 확인함.
27. ↑  김상운 (2017년 8월 19일). “2년전 美서 환수한 덕종어보는 모조품”. 《동아일보》. 2017년 8월 19일에 확인함.